# 김창수 (1962년)
김창수(金昌秀, 1962년 9월 8일 - )는 IMMJAPAN의 창립자이자 의사이다. 카나야마 마사히데(金山昌秀)는 1979년 6월 19일에 일본에 귀화함에 따라 개명한 이름이다.

## 개요
재일 한국인으로 태어났다. 17세의 때 기독교인이 되었다. 위스콘신 대학교 의학부 졸업 후, 신에게서 크리스천 닥터로서의 사명을 받았다고 생각해 미국으로 건너가 의사가 된다. 그 후 뉴욕 자궁내막증 센터를 개설해서 산부인과의 개업의로서 활약하였다. 2006년 이후, 자궁내막증, 불임증 분야에서 미국 전체 톱 닥터로 계속 뽑히고 있다. 또한 선교사이자 예수그리스도의 증인으로서 세계 각국의 교회, 성직자에게서 초대를 받아 강연회를 열고 있다. 동일본 대지진 이후에는 자주 일본에 방문하고 있다.
2015년 9월 10일에는 절과 신사 연속 기름 피해 사건의 피의자라는 이유로, 일본의 외무성에서 여권 반납 명령이 내려졌다.